# Rajd Dakar 1985

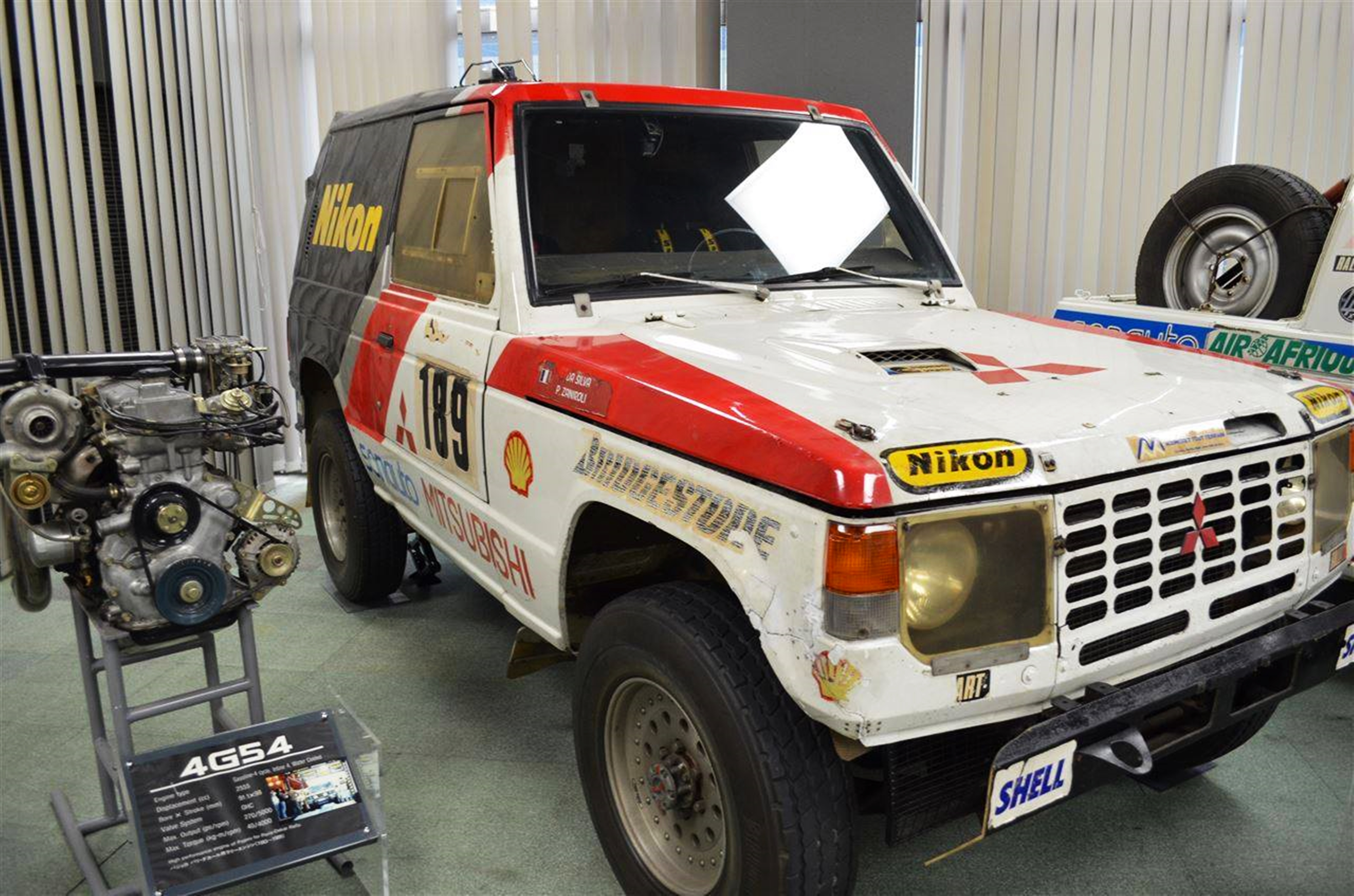
Mitsubishi Pajero Patricka Zanirolego – zwycięzcy Rajdu Dakar w 1985 roku w kategorii samochodów.

Rajd Dakar 1985 (Rajd Paryż-Dakar 1985) – siódma edycja Rajdu Paryż-Dakar, która odbyła się na trasie Paryż – Algier – Dakar w dniach od 1 stycznia do 22 stycznia 1985 roku. Wyścig rozpoczął się w Wersalu. W klasyfikacji samochodów najlepszymi byli Patrick Zaniroli i Jean Da Silva (Mitsubishi Pajero), zaś w klasyfikacji motocykli po raz drugi triumfował Gaston Rahier. Klasyfikację ciężarówek wygrał Niemiec – Karl-Friedrich Capito.

## Trasa
| Etap | Data        | Start                   | Meta        | Km (łącznie) |
| ---- | ----------- | ----------------------- | ----------- | ------------ |
| 1    | 1 stycznia  | Wersal                  | Marsylia    |              |
|      | 2 stycznia  | Przeprowadzka do Afryki |             |              |
| 2    | 3 stycznia  | Algier                  | El Golea    | 1039         |
| 3    | 4 stycznia  | El Golea                | In Salah    | 500          |
| 4    | 5 stycznia  | In Salah                | In Amguel   | 667          |
| 5    | 6 stycznia  | In Amguel               | Tamanrasset | 239          |
| 6    | 7 stycznia  | Tamanrasset             | Iferouane   | 649          |
| 7    | 8 stycznia  | Iferouane               | Agadez      | 350          |
| 8    | 9 stycznia  | Agadez                  | Dirkou      | 627          |
| 9    | 10 stycznia | Dirkou                  | Iferouane   | 790          |
| 10   | 11 stycznia | Iferouane               | Agadez      | 316          |
|      | 12 stycznia | Dzień przerwy           |             |              |
| 11   | 13 stycznia | Agadez                  | Tahoua      | 466          |
| 12   | 14 stycznia | Tahoua                  | Gao         | 778          |
| 13   | 15 stycznia | Gao                     | Timbuctú    | 418          |
| 14   | 16 stycznia | Timbuctú                | Néma        | 702          |
| 15   | 17 stycznia | Néma                    | Tichit      | 500          |
| 16   | 18 stycznia | Tichit                  | Kiffa       | 671          |
| 17   | 19 stycznia | Kiffa                   | Kayes       | 300          |
| 18   | 20 stycznia | Kayes                   | Kedougou    | 393          |
| 19   | 21 stycznia | Kedougou                | Tambacounda | 343          |
| 20   | 22 stycznia | Tambacounda             | Dakar       | 536          |

## Rezultaty

### Motocykle

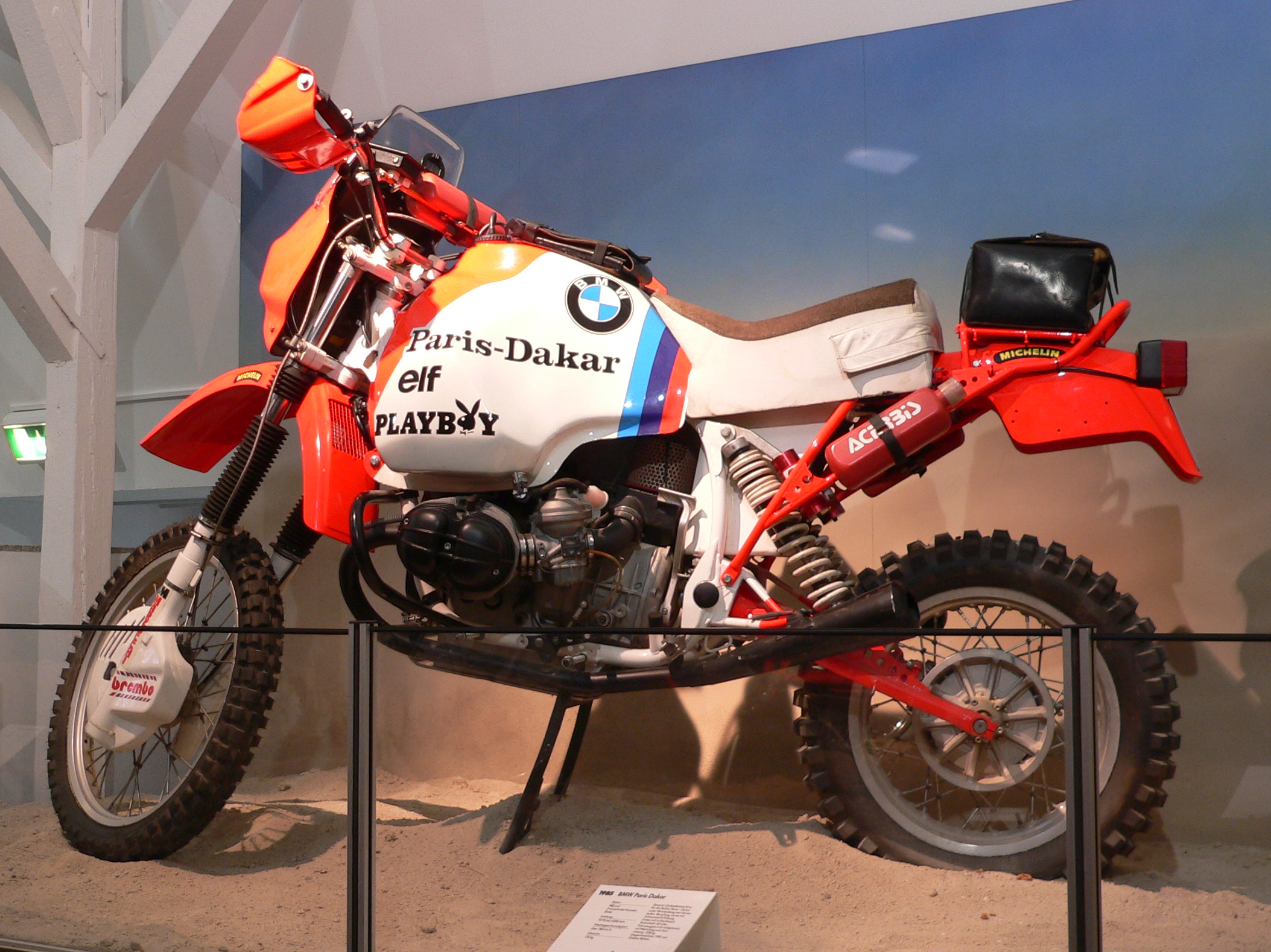
BMW 1000 GS Gastona Rahiera, który zwyciężył w kategorii motocykli w 1985 roku.

| Miejsce                            | Motocyklista        | Marka             |
| ---------------------------------- | ------------------- | ----------------- |
| 1                                  | Gaston Rahier       | BMW 1000 GS       |
| 2                                  | Jean-Claude Olivier | Yamaha 660 Proto  |
| 3                                  | Franco Picco        | Yamaha 600 XT     |
| 4                                  | Andrea Marinoni     | Yamaha 600 XT     |
| 5                                  | Cyril Neveu         | Honda 600 XLR     |
| 6                                  | Chuck Stearns       | Yamaha 660 Proto  |
| 7                                  | Francois Charliat   | Honda 600         |
| 8                                  | Hubert Auriol       | Ligier Cagiva 150 |
| 9                                  | Grégoire Verhaeghe  | Barigo GRS 500    |
| 10                                 | Christian Courtois  | Yamaha TT 600     |
| Rajd ukończyło 26 motocykli ze 151 |                     |                   |

### Samochody
| Miejsce                            | Kierowca – Pilot                          | Marka               |
| ---------------------------------- | ----------------------------------------- | ------------------- |
| 1                                  | Patrick Zaniroli, Jean Da Silva           | Mitsubishi Pajero   |
| 2                                  | Andrew Cowan, Jarron Syer                 | Mitsubishi Pajero   |
| 3                                  | Pierre Fougerouse, Daniel Jacquemard      | Toyota FJ 60        |
| 4                                  | Jean-Jacques Ratet, Anne-Marie De Belabre | Toyota FJ 60        |
| 5                                  | Claude Marreau, Bernard Marreau           | Renault Proto R18   |
| 6                                  | Gérard Marcy, Luc Janssens                | Range Rover V8      |
| 7                                  | Claude Tezekdjian, Robert Dolla           | Mercedes Proto Koro |
| 8                                  | Michel De Deyne, Lucien Beckers           | Land Rover 110      |
| 9                                  | Stéphane Bosteels, Georges Vanelslande    | Toyota FJ 45        |
| 10                                 | Jean Bouchet, Jacques Villepigue          | Mercedes Proto Koro |
| Rajd ukończyło 81 samochodów z 361 |                                           |                     |

### Ciężarówki
| Miejsce                           | Kierowca – Pilot – Mechanik                          | Marka            |
| --------------------------------- | ---------------------------------------------------- | ---------------- |
| 1                                 | Karl-Friedrich Capito, Jost Capito, Klaus Schweikarl | Mercedes Unimog  |
| 2                                 | Jan de Rooy, Thierry de Saulieu, Martinus Ketelaars  | DAF F3300        |
| 3                                 | Karl-Wilhelm Strohmann, Volker Capito, Heinz Schnepf | Mercedes Unimog  |
| 4                                 | Giacomo Vismara, Minelli, Garni                      | Mercedes Unimog  |
| 5                                 | Georges Groine, Chantal Nobel, Bernard Malferiol     | Mercedes 1936 AK |
| 6                                 | Jean-Francois Chambon, Erich Rohm, Peter Krell       | Mercedes 1936 AK |
| 7                                 | Etienne Martinez, Alain Herbuel, Jean-Paul Oligo     | Mercedes 1936 AK |
| 8                                 | Jean-Paul Bosonnet, Denis Maisons, Patrick Venturini | Mercedes 2628 AK |
| 9                                 | Raphael Gimbre, Henri Magne, Gilbert Versino         | Mercedes 2628 AK |
| 10                                | Serge Lacourt, Jean-Claude Payen, Pascal Bonnaire    | MAN 20280        |
| Rajd ukończyło 20 ciężarówek z 56 |                                                      |                  |